# Leptura duodecimguttata
Leptura duodecimguttata es una especie de escarabajo del género Leptura, familia Cerambycidae. Fue descrita científicamente por Fabricius en 1801.
Habita en China, isla de Sajalín, Japón, Mongolia, Rusia asiática y Siberia. Mide 11-18 mm. El período de vuelo de esta especie ocurre en los meses de mayo, junio, julio y agosto.